# Ganonema extensum
Ganonema extensum is een schietmot uit de familie Calamoceratidae. De soort komt voor in het Oriëntaals en het Palearctisch gebied.